# Mirò I di Barcellona
Miró (secondo o terzo decennio del X secolo – 31 ottobre 966) fu conte di Barcellona, Gerona e Osona (947-966) e di Urgell (948-966).

## Origine
Figlio terzogenito del conte di Barcellona, Gerona e Osona Sunyer I e di Richilde di Rouergue, figlia del conte di Roergue, Ermengol e della moglie Adele, secondo lo storico Szabolcs de Vajay, soprattutto per il fatto che il figlio secondogenito era stato chiamato Ermengol (introducendo quel nome nel casato di Barcellona). Ermengol di Rourgue era il figlio del conte di Tolosa e duca di Settimania Oddone I e secondo l'Histoire générale de Languedoc di Garsinda d'Albi.

## Biografia

La penisola iberica nella seconda metà del X secolo. La marca di Spagna e ancora formalmente vassallo del regno di Francia

Gli storici non hanno ancora stabilito se, tra i due fratelli maschi ancora in vita nel 947, Mirò era il più anziano o meno del fratello, Borrell. In un documento dell'agosto del 954 sua madre Richilde fece una donazione al monastero di Lagrasse, sottoscritta dai figli, Mirò e Borrell, dove avendo Mirò firmato per primo; da ciò si potrebbe dedurre che era più vecchio del fratello. Secondo l'Ex Gestis Comitum Barcinonensium invece quando vengono elencati i tre figli di Sunyer I Mirò viene citato come terzo, da cui si deduce che era il più giovane e inoltre, secondo il documento XXI della España sagrada, Tome XLIII del 934, in cui suo padre Sunyer fece una donazione alla chiesa di Gerona, per l'anima di Goffredo il Villoso, viene citato solo il figlio Borrell
come se fosse il primogenito.
Comunque nel 947, quando il padre si ritirò in convento, Mirò ereditò unitamente al fratello Borrell II le contee di Barcellona, Gerona e Osona, (a cui si aggiunse, nel 948, alla morte dello zio Sunifredo II senza eredi maschi, la contea di Urgell, ereditata da suo padre), che governò con il fratello.
Mirò e Borrell si ripartirono le funzioni di governo:
a Borrell la politica estera e le questioni militari, a Mirò la politica interna (in concreto, la città di Barcellona).
Miró fece donazioni a vari monasteri a marzo del 955: al monastero di Sant Cugat, al monastero di Sant Joan de les Abadesses e al Monastero di Ripoll.
Secondo l'Histoire générale de Languedoc, dopo la morte della madre Richilde, in ottemperanza al suo testamento, Mirò e il fratello Borrel nel dicembre del 956 fecero una donazione al monastero di Montserrat.
Mirò fece una donazione alla chiesa di Gerona, secondo il documento XXI della España Sagrada, Tome XLIII, riferendosi a una proprietà che a sua volta aveva ricevuto da Sunifredo II.
Secondo la Marca Hispanica sive Limes Hispanicus nel dicembre del 963 Mirò fece una vendita di una proprietà nella contea di Barcellona.
Durante il suo governo fece costruire (o ricostruire) un canale que portava le acque del fiume Besòs fino alle mura della città, detto il canale di irrigazione della contea (o di Mir).
Alla sua morte, il 31 ottobre 966, il fratello Borrell II divenne unico conte. Un documento datato 26 novembre 966 conferma che Borrell II è conte e accenna agli esecutori testamentari di Mirò e ai tutori (dei figli).
Mirò viene citato un'ultima volta, in memoria, in una donazione del 988 di suo fratello Borrell II, in un documento della diocesi di Vic.

## Matrimonio e discendenza
Mirò, in una data imprecisata aveva sposato Ava, di cui non si conoscono gli ascendenti, come da documento n° XCVII della Marca Hispanica sive Limes Hispanicus, Appendix, inerente a una donazione di Ava, in suffragio dell'anima del marito.

Mirò da Ava ebbe tre figli, come conferma anche il testamento del fratello, Borrell II, riportato nel documento n° 5 di Els Testaments (non consultato):
- Raimondo (?-dopo il 24 settembre 993), conte di Urgell, unitamente a Ermengol I
- Borrell (?-dopo il 24 settembre 993), conte di Urgell, unitamente a Ermengol I
- Sunyer (?-dopo il 24 settembre 993), conte di Urgell, unitamente a Ermengol I

Mirò, secondo altre fonti, non avrebbe lasciato discendenza.

## Ascendenza
|                          |                    |                        | Genitori             |  |  | Nonni |  |  | Bisnonni                  |  |  | Trisnonni        |  |
|                          |                    |                        |                      |  |  |       |  |  | Sunifredo I di Barcellona |  |  | Borrell di Osona |  |
|                          |                    |                        |                      |  |  |       |  |  | Sunifredo I di Barcellona |  |  | Borrell di Osona |  |
|                          |                    | …                      |                      |  |  |       |  |  | Sunifredo I di Barcellona |  |  |                  |  |
| Goffredo il Villoso      |                    |                        |                      |  |  |       |  |  | Sunifredo I di Barcellona |  |  |                  |  |
|                          |                    | Ermessinda             | …                    |  |  |       |  |  |                           |  |  |                  |  |
|                          |                    | Ermessinda             | …                    |  |  |       |  |  |                           |  |  |                  |  |
|                          |                    | Ermessinda             | …                    |  |  |       |  |  |                           |  |  |                  |  |
| Sunyer I di Barcellona   |                    | Ermessinda             |                      |  |  |       |  |  |                           |  |  |                  |  |
|                          |                    | Baldovino I di Fiandra | Odacre               |  |  |       |  |  |                           |  |  |                  |  |
|                          |                    | Baldovino I di Fiandra | Odacre               |  |  |       |  |  |                           |  |  |                  |  |
|                          |                    | Baldovino I di Fiandra | …                    |  |  |       |  |  |                           |  |  |                  |  |
| Guinidilda d'Empúries    |                    | Baldovino I di Fiandra |                      |  |  |       |  |  |                           |  |  |                  |  |
|                          |                    | Giuditta               | Carlo il Calvo       |  |  |       |  |  |                           |  |  |                  |  |
|                          |                    | Giuditta               | Carlo il Calvo       |  |  |       |  |  |                           |  |  |                  |  |
|                          |                    | Giuditta               | Ermentrude d'Orléans |  |  |       |  |  |                           |  |  |                  |  |
| Mirò I di Barcellona     |                    | Giuditta               |                      |  |  |       |  |  |                           |  |  |                  |  |
|                          | Oddone I di Tolosa | Raimondo I di Tolosa   |                      |  |  |       |  |  |                           |  |  |                  |  |
|                          | Oddone I di Tolosa | Raimondo I di Tolosa   |                      |  |  |       |  |  |                           |  |  |                  |  |
|                          | Oddone I di Tolosa | Berta                  |                      |  |  |       |  |  |                           |  |  |                  |  |
| Ermengardo I di Rouergue | Oddone I di Tolosa |                        |                      |  |  |       |  |  |                           |  |  |                  |  |
|                          |                    | Garsenda d'Albi        | Ermengardo d'Albi    |  |  |       |  |  |                           |  |  |                  |  |
|                          |                    | Garsenda d'Albi        | Ermengardo d'Albi    |  |  |       |  |  |                           |  |  |                  |  |
|                          |                    | Garsenda d'Albi        | …                    |  |  |       |  |  |                           |  |  |                  |  |
| Riquilda di Rouergue     |                    | Garsenda d'Albi        |                      |  |  |       |  |  |                           |  |  |                  |  |
|                          |                    | …                      | …                    |  |  |       |  |  |                           |  |  |                  |  |
|                          |                    | …                      | …                    |  |  |       |  |  |                           |  |  |                  |  |
|                          |                    | …                      | …                    |  |  |       |  |  |                           |  |  |                  |  |
| Adelaide                 |                    | …                      |                      |  |  |       |  |  |                           |  |  |                  |  |
|                          |                    | …                      | …                    |  |  |       |  |  |                           |  |  |                  |  |
|                          |                    | …                      | …                    |  |  |       |  |  |                           |  |  |                  |  |
|                          |                    | …                      | …                    |  |  |       |  |  |                           |  |  |                  |  |
|                          |                    | …                      |                      |  |  |       |  |  |                           |  |  |                  |  |

### Fonti primarie
- (LA)  Rerum Gallicarum et Francicarum Scriptores, Tomus IX.
- (FR)  Histoire Générale de Languedoc, Tome II.
- (LA)  Histoire Générale de Languedoc, Tome V, Preuves.
- (LA)  España Sagrada, Tome XLIII.
- (LA)  Cartulario de Sant Cugat del Vallès, vol. I.

### Letteratura storiografica
- Rafael Altamira, Il califfato occidentale, in «Storia del mondo medievale», vol. II, 1999, pp. 477–515.
- René Poupardin, I regni carolingi (840-918), in «Storia del mondo medievale», vol. II, 1999, pp. 583–635.
- Louis Alphen, Francia: gli ultimi Carolingi e l'ascesa di Ugo Capeto (888-987), in <<Storia del mondo medievale>>, vol. II, 1999, pp. 636–661
- (EN) The Development of Southern French and Catalan Society, 718-1050, su libro.uca.edu.
- (LA)  Marca Hispanica sive Limes Hispanicus, 1688.